# ديسقوريا إبريقية الشكل
ديسقوريا إبريقية الشكل (الاسم العلمي:Dioscorea urceolata) هي نوع من النباتات تتبع جنس الديسقوريا من الفصيلة الديسقورية.